# Klem (televisieserie)
Klem is een Nederlandse drama- en thrillerserie uit 2017, uitgezonden door BNNVARA. De eerste aflevering van het eerste seizoen met tien afleveringen werd uitgezonden op 19 januari 2017 en trok 1,4 miljoen kijkers. Vanaf 13 september 2018 volgde een tweede seizoen van weer tien afleveringen, die 0,9 tot 1,1 miljoen kijkers trokken, en later herhaald werden. De eerste aflevering van het derde en laatste seizoen werd uitgezonden op 24 september 2020.
Op 2 februari 2023 kwam als afsluiting van de serie de bioscoopfilm Klem uit. De film speelt zich af in Toscane. In januari 2024 werd de film als miniserie in drie delen uitgezonden op NPO 1.

## Verhaal

### Seizoen 1
Hugo Warmond (Barry Atsma) is een onkreukbare econometrist en hoge belastingambtenaar (hoofd MKB afdeling) van veertig jaar die in Amsterdam-Zuid samenwoont met zijn twee dochters, de achtjarige Suus en de zeventienjarige puber Laura. Zijn vrouw, een celliste van het Concertgebouworkest, is aan kanker overleden. Suus is de beste vriendin van Chrissie, wier moeder Kitty (Georgina Verbaan) in een villa woont op de Amsterdamse Horatiuslaan en een goede steun voor het gezin was na dit drama. De serie speelt zich af drie jaar na dit overlijden. Chrissie is de dochter van de net vrijgelaten crimineel Marius Milner (Jacob Derwig), die tot acht jaar gevangenisstraf veroordeeld was wegens moord. Tot ontzetting van Hugo zijn Suus en Chrissie onafscheidelijke hartsvriendinnen.
Marius loopt al vrij snel na zijn vrijlating aan tegen financiële problemen, terwijl de politie hem verdenkt van de moord op zijn voormalig zakenpartner George van Galen (Sjors) die op straat door huurmoordenaars wordt neergeschoten na bezoek aan het Portugese restaurant Girassol in Amsterdam.
Milner slaagt er niet in het miljoen terug te betalen, dat zijn vroegere maat Wally hem heeft voorgeschoten voor advocaten en het levensonderhoud van zijn vrouw en dochter tijdens zijn gevangenisstraf. Hugo voelt zich moreel verplicht Kitty, met wie hij ooit een keer het bed heeft gedeeld, te helpen en Marius kan Hugo inschakelen om zijn financiële problemen op te lossen. De keurige belastinginspecteur komt zo langzamerhand in de criminele wereld terecht. Marius en Hugo worden voor het huis van Milner beschoten door een handlanger van Wally, als Hugo zijn dochter Suus komt ophalen van spelen bij Chrissie. Een enkele keer spreken Marius en Hugo het uit: ze zitten ieder bijvoorbeeld "knijp", zegt Marius. Wat? zegt Hugo. "Nou, klem", legt Marius uit.
Hugo is intussen een relatie aangegaan met de 25-jarige cardiologe in opleiding Hannah Lopez Diaz (Jamie Grant). Gedurende de serie heeft ook Laura de nodige relationele problemen met klasgenoot Jim op het Amsterdams Lyceum, promoveert Hugo tot hoofd van de belastingdienst en krijgt Marius met steun van Kitty en Hugo het zwarte geld van zijn vroegere misdaden terug in handen van Ans van Galen, de weduwe van George van Galen. Alleen heeft Hugo er verschillende misdaden voor moeten begaan. Als Wally meer geld komt eisen dan het miljoen met een ton rente is er een worsteling tussen Marius en Wally, die een mes heeft, en schiet Hugo Wally dood met Wally's rondslingerende pistool. Marius legt uit dat dit niet als noodweer kan gelden. Samen begraven ze Wally onder de trampoline in de tuin van Hugo. Hannah heeft haar relatie met Hugo al eerder verbroken vanwege alle complicaties met de Milners, waarbij Jim een kwalijke rol speelt door te verklappen dat Hugo ooit met Kitty naar bed was geweest.

### Seizoen 2
Marius en Kitty hebben het geld van de vrouw van Sjors gekregen, d.w.z. een deel in contanten en een deel in de vorm van een slechtlopend horeca bedrijf. Het zo graag gewenste huisje in Italië wordt zo aangeschaft. Om de financiele problemen te lijf te gaan neemt Kitty een malafide financieel adviseur in de arm.
Marius wordt afgeperst door de crimineel Ron. Die vindt het namelijk maar vreemd dat de in de onderwereld geziene crimineel Wally al een jaar van de aardbodem is verdwenen. Ron chanteert Marius naar de politie te zullen gaan als hij niet geld betaalt - geld wat Wally zogenaamd aan Ron schuldig was. Marius geeft tot drie keer toe gehoor - en ook Hugo betaalt mee - maar omdat Ron maar blijft doorgaan beraamt Marius een plan om Ron uit te schakelen. Dat mislukt de eerste keer vanwege de overmacht aan bescherming die Ron geniet van zijn handlangers. Marius zoekt dus naar manier om Ron apart te kunnen nemen en hem te kunnen neerschieten. 
Hugo maakt zich zorgen omdat zijn dochter Laura een relatie heeft met Wout, een onbetrouwbaar type. "The corpsbal from Hell", denkt laatdunkend over vrouwen, gebruikt ze. Maar Laura wordt door kritiek op Wout juist in zijn armen gedreven. Laura wil op haar zeventiende al gaan samenwonen met Wout, nog voor ze eindexamen heeft gedaan. Kitty vraagt daarom aan Marius of hij Wout "een beetje wil laten schrikken", zodat hij uit de buurt blijft van Laura. Dit loopt uit de hand als Marius Wout zo'n harde klap geeft, dat hij ongelukkig terecht komt - met zijn hoofd op een bankje. 
Intussen probeert Kitty haar horecazaak van de ondergang te redden, maar ze komt er achter dat de financieel adviseur een oplichter is. 
De revalidatie van Wout duurt weken en langzamerhand herinnert Wout zich steeds meer van het voorval. Hij weet dan te vertellen dat de dader een schorpioen in zijn nek had getatoëerd. Hij zet Laura op tegen haar vader - en krijgt haar zover te getuigen tegen haar vader. Had die immers niet gezegd dat hij er alles aan zou doen om te voorkomen dat ze ging samenwonen met Wout? De politie vindt tijdens het onderzoek weinig aanknopingspunten die leiden naar Hugo, bovendien misdraagt Wout zich vaak zo, dat ze ook niet zo hard voor hem lopen.

### Seizoen 3
Hugo Warmond, ontslagen bij de Belastingdienst, is fiscaal adviseur, met maar één grote klant, de verdachte zakenman Maurice Samuels. Op verzoek van de FIOD wordt Hugo informant tegen Samuels. Marius Milner heeft een nette baan als vrachtrijder bij Konings Transport, een bedrijf dat valt onder Samuels, maar hij drukt goud achterover en vertelt dat hij beroofd is. Het goud wil hij gebruiken voor het afbetalen van een net aangeschaft hotelletje in Italië. Kitty, de vrouw van Marius, verdient geld met make-up parties aan huis voor vrouwen en volgt een cursus zelfverdediging.
Konings verdenkt Marius dat hij de beroving in scène heeft gezet. Samuels betaalt Hugo een ton om een week als fiscaal adviseur met hem mee te gaan naar Malta. Marius vertelt aan medewerkers van Konings waar hij het goud heeft verborgen, maar wordt toch met zijn voeten in een teiltje snelbeton in het water gegooid. Hij overleeft, want Hugo was op de hoogte en had in het geheim tegen betaling van een ton het snelbeton niet-waterbestendig laten maken. Marius duikt onder in een caravan. Op Malta helpt Hugo bij het door Samuels bespelen van een politicus, daarbij op afstand geholpen door Sophie Winter van de FIOD, tevens ex van Hugo. De FIOD en de politie laten Marius, Kitty en Hugo tekenen voor hun medewerking aan het onderzoek naar Samuels, in ruil voor een beschermingsprogramma.
Hugo overtuigt Marius en Kitty om een nieuw goudtransport van Samuels te overvallen. Marius dwingt Wim Konings zijn medewerkers te instrueren het goud in een kliko te deponeren, die daarna door Hugo wordt opgehaald. Samuels ondervraagt Wim en diens medewerkers over de diefstal, waarbij Wim de medewerkers doodschiet. Samuels eist dat Wim het goud vindt. Een mannetje van Wim ontdekt de caravan van Marius, maar vindt het goud niet. Als Wim aan Samuels de complete toedracht rond de diefstal vertelt, doorziet deze de betrokkenheid van Hugo. De politie doet een inval bij Konings, die daarbij zelfmoord pleegt. Daarna volgt een inval bij Samuels, die weet te vluchten. In de pauze van de door Marius, Kitty, Hugo en dochters bezochte uitvoering van de school-musical bedwelmt Samuels Hugo's jongste dochter. Als zij na de pauze niet verschijnt lukt het de ouders, mede dankzij Kitty's cursus zelfverdediging, Samuels te beletten er vandoor te gaan.
In de slotscène op Schiphol wordt duidelijk dat het beschermingsprogramma niet meer nodig is. Hugo en zijn twee dochters blijven in Nederland wonen, Hugo en Sophie Winter zijn opnieuw een relatie begonnen. Marius, Kitty en dochter Chrissie vertrekken naar Italië.

### Seizoen 4 (miniserie)
Marius en Kitty wonen samen met hun dochter Chrissie in Italië, waar Marius en Kitty in Toscane een wijngaard bezitten. Marius lijkt zijn leven te hebben gebeterd en dus vertrekt Hugo met Sophie naar Italië om daar dochter Suus te herenigen met haar hartsvriendin Chrissie. Eenmaal aangekomen wordt Hugo echter al snel weer door Marius en Kitty meegesleurd in een criminele draaikolk. Hugo denkt dat de Milners hun leven hebben gebeterd, maar als ze aankomen blijkt dat de Milners het bedrijf op niet helemaal zuivere manier hebben aangekocht. Hugo vreest dat Marius en Kitty in een maffia-oorlog belanden en probeert ze over te halen om de wijngaard terug te verkopen aan Isabella Garboni, de dochter van de vorige eigenaar. Maar dan vindt Marius uit dat die maffiadreiging waarschijnlijk schromelijk overdreven is. Of toch niet? Hugo is later ten einde raad nu Sophie ontvoerd blijkt te zijn. Wie daarachter zit, Isabella of de maffia, weten ze niet. Er zit er niets anders op: de Milners zullen de wijngaard toch terug moeten verkopen. Met grote moeite proberen ze een deal te maken met de kidnappers, maar Hugo is bang dat Sophie al geliquideerd is.

## Rolverdeling
| Acteur                   | Personage                               | Aantal afleveringen | Aantal afleveringen | Aantal afleveringen | Aantal afleveringen |
| Acteur                   | Personage                               | S1                  | S2                  | S3                  | Totaal              |
| Hoofdrollen              | Hoofdrollen                             | Hoofdrollen         | Hoofdrollen         | Hoofdrollen         | Hoofdrollen         |
| ------------------------ | --------------------------------------- | ------------------- | ------------------- | ------------------- | ------------------- |
| Barry Atsma              | Hugo Warmond                            | 10                  | 10                  | 10                  | 30                  |
| Jacob Derwig             | Marius Milner                           | 10                  | 10                  | 10                  | 30                  |
| Georgina Verbaan         | Kitty van Mook                          | 10                  | 10                  | 10                  | 30                  |
| Marie-Mae van Zuilen     | Laura Warmond                           | 10                  | 10                  | 10                  | 30                  |
| Yenthe Bos               | Suzan "Suus" Warmond                    | 10                  | 10                  | 9                   | 29                  |
| Zoë Cusell               | Christine 'Chrissy' van Mook            | 10                  | 10                  | 10                  | 30                  |
| Jamie Grant              | Hannah Lopez Diaz                       | 10                  |                     |                     | 10                  |
| Ellen Parren             | Sophie Winter                           |                     | 10                  | 7                   | 17                  |
| Gijs Scholten van Aschat | Ron                                     |                     | 9                   |                     | 9                   |
| Thom Hoffman             | Maurice Samuels                         |                     |                     | 10                  | 10                  |
| Bijrollen                |                                         |                     |                     |                     |                     |
| Bodil de la Parra        | Irene van Mourik                        | 9                   | 10                  |                     | 19                  |
| Dunya Khayame            | Aya Dahmani                             | 10                  | 4                   | 2                   | 16                  |
| Ad Knippels              | Willem Wagenaar                         | 9                   | 4                   | 2                   | 15                  |
| Eric van Sauers          | Abdu Hamriet                            | 8                   |                     |                     | 8                   |
| Maarten Heijmans         | Wout Borgesius                          |                     | 10                  |                     | 10                  |
| Vincent van der Valk     | Wally Schmidt                           | 8                   | 1                   |                     | 9                   |
| Edwin Jonker             | Rico                                    |                     | 9                   |                     | 9                   |
| Tobias Kersloot          | Jim                                     | 8                   |                     |                     | 8                   |
| Caya de Groot            | Ans van Galen                           | 3                   | 4                   |                     | 7                   |
| Lykele Muus              | Sander Jonkers                          | 7                   |                     |                     | 7                   |
| Steve Hooi               | Rechercheur                             | 7                   |                     |                     | 7                   |
| Sjaak-Pieter van Es      | Rechercheur                             | 7                   |                     |                     | 7                   |
| Maarten Wansink          | Laurens Corver                          |                     | 7                   |                     | 7                   |
| Samora Bergtop           | Janice Smit                             |                     | 7                   |                     | 7                   |
| Marie Christine de Both  | Door van Mook                           | 6                   |                     |                     | 6                   |
| Fred Goessens            | Anton van Mook                          | 6                   |                     |                     | 6                   |
| Hanne Arendzen           | Clemens                                 | 6                   |                     |                     | 6                   |
| Thomas Acda              | Wim Konings                             |                     |                     | 9                   | 9                   |
| Juda Goslinga            | Piet, oude vriend van Marius            | 3                   |                     | 7                   | 10                  |
| Meral Polat              | Noucha Ansing (rechercheur FIOD)        |                     |                     | 10                  | 10                  |
| Jesse Mensah             | Davy Mulder                             |                     |                     | 1                   | 1                   |
| Ian Bok                  | Louis van Waveren (buitendienst Avilex) |                     |                     | 9                   | 9                   |
| Nhung Dam                | Judith (onderwijzeres)                  | 2                   | ?                   | 7                   | 7                   |
| Iliass Ojja              | Mounir (bewaker/chauffeur Samuels)      |                     |                     | 5                   | 5                   |

## Achtergrond
Scenarioschrijver Frank Ketelaar kwam op het idee voor een filmscript nadat advocaat Evert Hingst in 2005 werd geliquideerd en zijn dochter hem vertelde over de dode man die op straat lag. Hij realiseerde zich dat criminelen in dezelfde buurten wonen als de gewone man. Hierop verwerkte Ketelaar zijn gedachten over wat er zou kunnen gebeuren als het kind van rechtgeaarde mensen bevriend raakt met het kind van een crimineel tot een scenario. Dit verhaal werd nooit verfilmd, maar vormde jaren later wel de basis voor de televisieserie Klem.

## Productie
De eerste opnamen van de serie vonden plaats in 2016. De 10 afleveringen van seizoen 1 werden in circa 75 dagen gefilmd. In september 2019 begonnen de opnames van het derde seizoen, tevens het slot van de serie.
In de serie worden vele bekende locaties getoond, onder meer plantsoenen, bruggen, horeca, gebouwen (soms met veranderde namen, bijvoorbeeld "Lucas Paulus Ziekenhuis", i.p.v. het voormalige Sint Lucas Andreas Ziekenhuis) en havengebieden in Amsterdam en IJmuiden. Tot de herkenningspunten horen ook het Amsterdams Lyceum, het NS station Leeuwarden en Café De Kapiteinshut in Zaandam. Opnames van Amsterdam en omgeving (trein) werden gefilmd vanuit de lucht met een drone. Opnames in Italië waar de Milners een buitenverblijf hebben in Toscane, waren verder in het centrum van Lucca, onder meer bij de kerk Chiesa dei Santi Donatello e Paulo. Diverse scènes spelen op Malta.

## Details
- Elke aflevering begint met een symmetrische sequentie (de zogenaamde leader) waarin de jonge vriendinnen Chrissie van Mook en Suus Warmond en profil eerst als één persoon, dan bijna als tweeling voorgesteld worden, uiteen wijken en elkaar de hand schudden. Polskettinkjes met bedeltjes worden zichtbaar. Chrissie draagt onder meer een schorpioentje, dat overeenkomt met de tatoeage in de hals van haar vader de (ex-)crimineel Marius Milner, waaraan hij in seizoen twee van de serie herkend wordt na een vechtpartij met Wout, de vriend van Lautje. Verderop in de openingssequentie een weerspiegeling van een langsrollende computeruitdraai in de strenge bril van Hugo Warmond, de belastingambtenaar, en een visuele grap met een embleem van een leeuw op een brief van de Belastingdienst. De leeuw komt in beweging met zijn tong in de opengesperde muil en al.
- In de serie figureren terugkerende voorwerpen binnenshuis (rekwisieten): houten soms enorme beelden van giraffen, losstaand of verwerkt in een schemerlamp, hertekoppen, verguld of van hout, een groot houten paard, een grote houten zebra. Buitenshuis flankeren twee symmetrische beelden van grote op de achterpoten staande teckels de voordeur van Samuels' villa.
- De serie kent een vaak toegepaste montage van gelijktijdige contrasterende of soortgelijke gebeurtenissen (drie vrijpartijen simultaan, of Kitty's cursus Italiaans met een  vechtpartij, ondersteund door klassieke koorzang van het koor van Hugo en Hannah, enzovoorts.) Kitty maakt een zojuist bezorgde doos cosmetica open, aansluitend opent belastingadviseur Hugo de doos met financiële papieren van Munir.
- In scènes met het kamerkoor waarin Hugo zingt, zien we uitvoeringen van Allegri (Miserere, Psalm 51), Dupré en Brahms (Warum ist das Licht gegeben dem Mühseligen?, opus 74, nr. 1) door het bestaande vocaal ensemble Photonen[7] uit Amsterdam.
- Zo nodig worden passende websites verzonnen en getoond. In Seizoen 3 zijn dat Konings Transport, Malta Resort Investments, een Maltese gefingeerde politicus Robert Jackson en www.vandaagblad.nl, over Roemeense bendes in Nederland.
- Marius Milner was tot acht jaar gevangenisstraf veroordeeld omdat hij een medecrimineel doodschoot toen die hem tijdens een ruzie in het gezicht spoog. (In Seizoen 2 spuugt Wout, de ongewenste vriend van Laura, Marius ook in het gezicht, maar dan slaat Marius hem alleen maar neer, want Marius volgde de cursus Woede en Agressie van de reclassering.)
- Marius spreekt overtuigend Amsterdams, met uitdrukkingen als "krijg de touwtering!" en "fuck de rimboe!". Kitty zegt "dat gekutkrekel!".

## Afleveringen

### Seizoen 1
| Afl. | Titel                     | Datum            | Duur (min.) | Kijkcijfers |
| ---- | ------------------------- | ---------------- | ----------- | ----------- |
| 1    | Bloedvriendinnen          | 19 januari 2017  | 51          | 1.399.000   |
| 2    | Een bepaald soort man     | 26 januari 2017  | 47          | 1.371.000   |
| 3    | Als een kind zo blij      | 2 februari 2017  | 47          | 1.404.000   |
| 4    | Ik lief je                | 9 februari 2017  | 47          | 1.627.000   |
| 5    | Warm en sterk             | 16 februari 2017 | 50          | 1.324.000   |
| 6    | Natuurlijk spul           | 23 februari 2017 | 51          | 1.306.000   |
| 7    | In principe niet illegaal | 02 maart 2017    | 47          | 1.344.000   |
| 8    | Ossobuco                  | 09 maart 2017    | 47          | 1.352.000   |
| 9    | Chrissie 8                | 16 maart 2017    | 46          | 1.265.000   |
| 10   | Een tijdbom               | 23 maart 2017    | 50          | 1.565.000   |

### Seizoen 2
| Afl. | Titel                        | Datum             | Duur (min.) | Kijkcijfers |
| ---- | ---------------------------- | ----------------- | ----------- | ----------- |
| 1    | Woede en agressie            | 13 september 2018 | 50          | 987.000     |
| 2    | Waar is Wally?               | 20 september 2018 | 49          | 939.000     |
| 3    | Gewoon een jongen            | 27 september 2018 | 47          | 874.000     |
| 4    | Ze zijn zo knap tegenwoordig | 4 oktober 2018    | 45          | 910.000     |
| 5    | Een uitgestoken hand         | 18 oktober 2018   | 47          | 1.005.000   |
| 6    | Een heel kort lontje         | 25 oktober 2018   | 49          | 880.000     |
| 7    | Geruchten                    | 1 november 2018   | 49          | 911.000     |
| 8    | Hawala                       | 8 november 2018   | 47          | 924.000     |
| 9    | Een kakbuurt in Zuid         | 15 november 2018  | 46          | 896.000     |
| 10   | Naar Hartelust               | 22 november 2018  | 50          | 1.126.000   |

### Seizoen 3
| Afl. | Titel                        | Datum             | Duur (min.) | Kijkcijfers |
| ---- | ---------------------------- | ----------------- | ----------- | ----------- |
| 1    | Een nieuw begin              | 24 september 2020 | 49          | 892.000     |
| 2    | Nooit meer                   | 1 oktober 2020    | 48          | 884.000     |
| 3    | Slecht nieuws                | 15 oktober 2020   | 47          | 895.000     |
| 4    | Val dood                     | 22 oktober 2020   | 49          | 875.000     |
| 5    | Betonnen gympen              | 29 oktober 2020   | 48          | 943.000     |
| 6    | Tulips from Holland          | 5 november 2020   | 48          | 772.000     |
| 7    | Hogere machten               | 12 november 2020  | 46          | 888.000     |
| 8    | Neus met sambal              | 19 november 2020  | 47          | 817.000     |
| 9    | An offer you can't turn down | 26 november 2020  | 50          | 738.000     |
| 10   | Een geheime plek             | 3 december 2020   | 54          | 920.000     |

### Seizoen 4 (miniserie)
| Afl. | Titel                        | Datum           | Duur (min.) | Kijkcijfers |
| ---- | ---------------------------- | --------------- | ----------- | ----------- |
| 1    | La Dolce Vita                | 12 januari 2024 | 44          | 921.000     |
| 2    | Het grootste tuig van Europa | 19 januari 2024 | 41          | 803.000     |
| 3    | Gelijk oversteken            | 26 januari 2024 | 40          | n.n.b.      |

## Internationaal
Sinds 15 februari 2018 wordt de serie ook uitgezonden op de Vlaamse televisiezender Eén.
In het Verenigd Koninkrijk werden in 2019 en 2020 de eerste twee seizoenen van Klem met ondertiteling on demand uitgezonden door Channel 4/All4 onder de Engelse titel The Blood Pact (Het bloedverbond).